# Ulf Kjellström
Ulf Sture Kjellström, född 11 juni 1937 i Göteborg, är en svensk journalist och författare som bland annat arbetat på Expressen, och tidningen Segling. Han har skrivit biografier om skådespelarna Thor Modéen, Åke Söderblom och Sture Lagerwall.
Kjellström växte upp i Norrköping och i Bromma, Stockholm. Han tog sin fil.kand. i Uppsala. Han har två barn och fyra barnbarn.